# 阿琵薩達·坑孔加
阿琵薩達·坑孔加（曾被誤譯為佩蘇達·坑孔加，1985年4月4日—），昵称Ice（ไอซ์）或Apit（อภิษ），泰國女演員兼主持人，為前泰國3電視台旗下女藝員及模特兒，畢業於蘭實大學專業時裝設計。代表作是《金橘花》、《天使之爭》、《女人的覺醒》及《甜心貴族》。

## 簡介
阿琵薩達·坑孔加出生於泰國暖武里府，其父為泰國華人。中學時修讀演藝學士科程，在大學修時時裝設計。2006年，在泰國皇家廣播電視台5台拍攝《天使之争》飾演楠茜，人氣急升。2011年，轉投泰國廣播電視台3台，與其長2歲的玛娜莎楠·潘叻翁固及圈中好友阿拉亚·A·亥盖特合拍《金橘花》。

## 外部連結
- 阿琵薩達·坑孔加的Instagram帳戶